# Michael Gough
Francis Michael Gough (Kuala Lumpur, Malasia, 23 de noviembre de 1916-Salisbury, Inglaterra, 17 de marzo de 2011) fue un actor británico que intervino en más de 100 películas con roles secundarios. Quizás su papel más conocido por el público internacional fue su interpretación del mayordomo Alfred Pennyworth, en las cuatro películas de Batman dirigidas por Tim Burton y Joel Schumacher.

## Biografía
Nacido en Kuala Lumpur (Malasia) e hijo de padres británicos (Frances Atkins y su esposo el plantador de caucho Francis Berkeley Gough), Michael Gough hizo su debut como actor en el año 1947 en Blanche Fury y desde ese momento apareció repetidas veces en la televisión británica y participó en la serie de ciencia ficción de mayor duración de la televisión británica: Doctor Who, como también fue el villano de la serie The Celestial Toymaker. Su tercera esposa fue Anneke Wills, que interpretaba a Polly (la acompañante del Doctor) en Doctor Who.
Fue famoso entre los fanáticos del terror debido a sus reiteradas apariciones en  películas británicas de ese género en la década de 1960 como Drácula y El fantasma de la ópera (1962).
También apareció en el segundo capítulo de la serie británica Inspector Morse interpretando a Philip Ogleby.
Sus últimas películas fueron Sleepy Hollow (1999) y Corpse Bride (2005), ambas de Tim Burton.
Gough ganó el Premio Tony de Broadway en el año 1979 como mejor actor destacado en una obra de teatro por Bedroom Farce. Fue nominado en la misma categoría en 1988 por Breaking the Code.

## Filmografía

### Cine
| Año  | Título                                                        | Personaje                   | Observaciones                            |
| ---- | ------------------------------------------------------------- | --------------------------- | ---------------------------------------- |
| 1948 | Anna Karenina                                                 | Nicholai                    |                                          |
| 1948 | Blanche Fury                                                  | Laurence Fury               |                                          |
| 1948 | Saraband for Dead Lovers                                      | Príncipe Charles            |                                          |
| 1949 | The Small Back Room                                           | Capitán Dick Stuart         |                                          |
| 1950 | Ha'penny Breeze                                               |                             | No acreditado                            |
| 1951 | Blackmailed                                                   | Maurice Edwards             |                                          |
| 1951 | No Resting Place                                              | Alec Kyle                   |                                          |
| 1951 | The Man in the White Suit                                     | Michael Corland             |                                          |
| 1951 | Night Was Our Friend                                          | Martin Raynor               |                                          |
| 1953 | Twice Upon a Time                                             | Sr. Lloyd                   |                                          |
| 1953 | The Sword and the Rose                                        | Duque de Buckingham         |                                          |
| 1953 | Rob Roy, the Highland Rogue                                   | Duque de Montrose           |                                          |
| 1955 | Richard III                                                   | Dighton, el primer asesino  |                                          |
| 1956 | Reach for the Sky                                             | Instructor de vuelo Pearson |                                          |
| 1957 | Ill Met by Moonlight                                          | Andoni Zoidakis             |                                          |
| 1957 | The House in the Woods                                        | Geoffrey Carter             |                                          |
| 1958 | Horror of Dracula                                             | Arthur Holmwood             |                                          |
| 1958 | The Horse's Mouth                                             | Abel                        |                                          |
| 1959 | Model for Murder                                              | Kingsley Beauchamp          |                                          |
| 1959 | Horrors of the Black Museum                                   | Edmond Bancroft             |                                          |
| 1961 | Konga                                                         | Dr. Charles Decker          |                                          |
| 1961 | Mr. Topaze                                                    | Tamise                      |                                          |
| 1961 | What a Carve Up!                                              | Fisk, el mayordomo          |                                          |
| 1962 | Candidate for Murder                                          | Donald Edwards              |                                          |
| 1962 | The Phantom of the Opera                                      | Ambrose D'Arcy              |                                          |
| 1963 | Black Zoo                                                     | Michael Conrad              |                                          |
| 1963 | Tamahine                                                      | Cartwright                  |                                          |
| 1965 | Game for Three Losers                                         | Robert Hilary               |                                          |
| 1965 | Dr. Terror's House of Horrors, de Freddie Francis             | Eric Landor                 | Episodio: "Disembodied Hand"             |
| 1965 | The Skull                                                     | Subastador                  |                                          |
| 1967 | They Came from Beyond Space                                   | Maestro de la Luna          |                                          |
| 1967 | Berserk!                                                      | Albert Dorando              |                                          |
| 1968 | One Night... A Train                                          | Jeremiah                    |                                          |
| 1968 | Curse of the Crimson Altar                                    | Anciano                     | También conocida como The Crimson Cult   |
| 1969 | A Walk with Love and Death                                    | Monje loco                  |                                          |
| 1969 | Women in Love                                                 | Tom Brangwen                |                                          |
| 1970 | Julius Caesar                                                 | Metellus Cimber             |                                          |
| 1970 | Trog                                                          | Sam Murdock                 |                                          |
| 1971 | The Go-Between                                                | Mr. Maudsley                |                                          |
| 1971 | The Corpse                                                    | Walter Eastwood             | También conocida como Crucible of Horror |
| 1972 | Savage Messiah                                                | M. Gaudier                  |                                          |
| 1972 | Henry VIII and His Six Wives                                  | Norfolk                     |                                          |
| 1973 | Horror Hospital                                               | Dr. Christian Storm         |                                          |
| 1973 | The Legend of Hell House                                      | Emeric Belasco              | No acreditado                            |
| 1975 | Galileo                                                       | Sagredo                     |                                          |
| 1975 | The Man from Nowhere                                          | Hombre                      | Voz, no acreditado                       |
| 1976 | Satan's Slave                                                 | Tío Alexander Yorke         |                                          |
| 1978 | Los niños del Brasil                                          | Mr. Harrington              |                                          |
| 1978 | L'amour en question                                           | Sir Baldwin                 | Acreditado como Michaël Gough            |
| 1981 | Veneno                                                        | David Ball                  |                                          |
| 1983 | The Dresser                                                   | Frank Carrington            |                                          |
| 1984 | Memed My Hawk                                                 | Kerimoglu                   |                                          |
| 1984 | Top Secret!                                                   | Dr. Paul Flammond           |                                          |
| 1984 | Oxford Blues                                                  | Doctor Ambrose              |                                          |
| 1985 | Out of Africa                                                 | Barón Delamere              |                                          |
| 1986 | Caravaggio, de Derek Jarman                                   | Cardenal Del Monte          |                                          |
| 1987 | Maschenka                                                     | Vater                       |                                          |
| 1987 | The Fourth Protocol                                           | Sir Bernard Hemmings        |                                          |
| 1988 | La serpiente y el arco iris                                   | Schoonbacher                |                                          |
| 1988 | Rarg                                                          | Profesor                    | Cortometraje                             |
| 1989 | Strapless                                                     | Douglas Brodie              |                                          |
| 1989 | Batman                                                        | Alfred Pennyworth           |                                          |
| 1989 | Batman: The Lazarus Syndrome                                  | Alfred Pennyworth           | Papel de voz                             |
| 1990 | The Garden                                                    |                             |                                          |
| 1991 | Let Him Have It                                               | Lord Goddard                |                                          |
| 1991 | The Wanderer                                                  | Viajero veterano            | Cortometraje                             |
| 1992 | The Young Indiana Jones Chronicles: Russia 1910               | Leo Tolstoy                 |                                          |
| 1992 | Batman Returns                                                | Alfred Pennyworth           |                                          |
| 1993 | Wittgenstein                                                  | Bertrand Russell            |                                          |
| 1993 | La edad de la inocencia                                       | Henry van der Luyden        |                                          |
| 1993 | The Advocate                                                  | Magistrado Boniface         |                                          |
| 1994 | Uncovered                                                     | Don Manuel                  |                                          |
| 1994 | Nostradamus                                                   | Jean de Remy                |                                          |
| 1995 | Batman Forever                                                | Alfred Pennyworth           |                                          |
| 1997 | Batman y Robin                                                | Alfred Pennyworth           |                                          |
| 1998 | What Rats Won't Do                                            | Justice Tomlin              |                                          |
| 1998 | St. Ives                                                      | Conde de Saint-Yves         |                                          |
| 1998 | The Whisper                                                   | Nikolay 1947                | Cortometraje                             |
| 1999 | The Cherry Orchard                                            | Feers                       |                                          |
| 1999 | Sleepy Hollow                                                 | Notario Hardenbrook         |                                          |
| 1999 | The Strange Case of Delphina Potocka or The Mystery of Chopin | El doctor                   |                                          |
| 2005 | Corpse Bride                                                  | Elder Gutknecht             | Papel de voz                             |
| 2010 | Alicia en el país de las maravillas                           | Uilleam el dodo             | Voz, último papel cinematográfico        |

### Televisión
| Año         | Título                                                     | Papel                                                       | Notas                                          |
| ----------- | ---------------------------------------------------------- | ----------------------------------------------------------- | ---------------------------------------------- |
| 1946        | Androcles and the Lion                                     | Spintho                                                     | Película televisiva                            |
| 1949        | Crime Passionel                                            | Hugo                                                        | Película televisiva                            |
| 1949        | Whitehall Wonders                                          | Stephen Blair                                               | Película televisiva                            |
| 1950        | Master of Arts                                             | Ronald Knight, MA                                           | Película televisiva                            |
| 1951        | Androcles and the Lion                                     | Capitán                                                     | Película televisiva                            |
| 1951 - 1956 | BBC Saturday-Night Theatre                                 | Michael / Francis Hubbard / Tte. Geoffrey Ainsworth         | 3 episodios                                    |
| 1953        | Wednesday Theatre                                          | Brama-Glinsky                                               | Episodio: "Curtain Down"                       |
| 1954        | The Lover                                                  | The Lover                                                   | Cortometraje televisivo                        |
| 1954        | Rheingold Theatre                                          | Charlie                                                     | Episodio: "The Man Who Heard Everything"       |
| 1954        | Stage by Stage                                             | Loveless                                                    | Episodio: "The Relapse or, Virtue in Danger"   |
| 1955        | Sherlock Holmes                                            | Sr. Russel Partridge                                        | Episodio: "The Case of the Perfect Husband"    |
| 1955 - 1958 | ITV Television Playhouse                                   | Sir David Lavering / David Ryerson / Hugo / Dawson          | 5 episodios                                    |
| 1955 - 1961 | ITV Play of the Week                                       | Rev. Claude Bell / Georges Renaud / Gregers Werle / Rakitin | 4 episodios                                    |
| 1956        | Theatre Royal                                              | El extraño                                                  | Episodio: "Just Off Piccadilly"                |
| 1956        | Assignment Foreign Legion                                  | Andre La Palme                                              | Episodio: "The Outcast"                        |
| 1956        | Fanny                                                      | El almirante                                                | Película televisiva                            |
| 1956 - 1959 | Armchair Theatre                                           | George en 'Double Exit' / El doctor                         | 2 episodios                                    |
| 1957        | The Two Mrs. Carrolls                                      | Geoffrey Carroll                                            | Película televisiva                            |
| 1957        | The Peaceful Inn                                           | Hatlock                                                     | Película televisiva                            |
| 1959        | World Theatre                                              | Casio                                                       | Episodio: "Julius Caesar"                      |
| 1959        | Dancers in Mourning                                        | Squire Mercer                                               | 6 episodios                                    |
| 1960        | DuPont Show of the Month                                   | Dr. Livesey                                                 | Episodio: "Treasure Island"                    |
| 1960        | The Adventures of Robin Hood                               | Boland                                                      | Episodio: "The Edge and the Point"             |
| 1961        | Thirty-Minute Theatre                                      | Actualmente desconocido                                     | Episodio: "A Matter of Principle"              |
| 1961        | Rendezvous                                                 | Scionneau                                                   | Episodio: "The Executioner"                    |
| 1962        | Drama 61-67                                                | Charles                                                     | Episodio: "Drama '62: The Lonesome Road"       |
| 1962 - 1965 | The Edgar Wallace Mystery Theatre                          | Robert Hilary / Donald Edwards                              | 2 episodios                                    |
| 1964        | The Great War                                              | Varios                                                      | Episodio: "So Sleep Easy in Your Beds"         |
| 1964        | The Saint                                                  | Colin Phillips                                              | Episodio: "The Imprudent Politician"           |
| 1964        | The Count of Monte Cristo                                  | Gérard de Villefort                                         | 7 episodios                                    |
| 1964 - 1967 | Theatre 625                                                | Harry / Geoffrey Melville / Clodius Pulcher                 | 3 episodios                                    |
| 1965        | Undermind                                                  | Rev. Austen Anderson                                        | Episodio: "Flowers of Havoc"                   |
| 1965        | The Man in Room 17                                         | Andrei Konev                                                | Episodio: "The Seat of Power"                  |
| 1965        | Sunday Night                                               | Pausanias                                                   | Episodio: "The Drinking Party"                 |
| 1965 - 1967 | Los vengadores                                             | Nutski / Dr. Armstrong                                      | 2 episodios                                    |
| 1966        | BBC Play of the Month                                      | Eliut                                                       | Episodio: "Days to Come"                       |
| 1966        | Alicia en el país de las maravillas                        | Liebre de Marzo                                             | Obra de teatro televisiva                      |
| 1966 - 1967 | Orlando                                                    | Harry Prentice                                              | 5 episodios                                    |
| 1967        | Pride and Prejudice                                        | Sr. Bennet                                                  | 6 episodios                                    |
| 1966        | Doctor Who: The Celestial Toymaker                         | Celestial Toymaker                                          | 4 episodios                                    |
| 1968        | Thirty-Minute Theatre                                      | Ted Warner                                                  | Episodio: "Standing by for Santa Claus"        |
| 1968        | Detective                                                  | Holroyd                                                     | Episodio: "Lesson in Anatomy"                  |
| 1968        | For Amusement Only                                         | Henry                                                       | Episodio: "Henry the Incredible Bore"          |
| 1968        | Journey to the Unknown                                     | Royal                                                       | Episodio: "Eve"                                |
| 1968        | The Champions                                              | Mayor Joss                                                  | Episodio: "Happening"                          |
| 1968        | Treasure Island                                            | Escudero Trelawney                                          | 7 episodios                                    |
| 1969 - 1972 | Omnibus                                                    | Vincent Van Gogh / Astronauta                               | 2 episodios                                    |
| 1971        | Seeing and Believing                                       | Job                                                         | Episodio: "The Trial of Job"                   |
| 1971        | Kate                                                       | Alan Tatley                                                 | Episodio: "Good and Proper"                    |
| 1971        | Search for the Nile                                        | David Livingstone                                           | 3 episodios                                    |
| 1972        | Spy Trap                                                   | Cooper                                                      | Episodio: "Who Among Us?: Part 6"              |
| 1972        | The Main Chance                                            | Sir George Andrews                                          | Episodio: "One for the House"                  |
| 1972        | Colditz                                                    | Mayor Schaeffer                                             | Episodio: "Maximum Security"                   |
| 1972        | The Man Who Came to Dinner                                 | Beverly Carlton                                             | Película televisiva                            |
| 1973        | The Protectors                                             | Shkoder                                                     | Episodio: "One and One Makes One"              |
| 1973        | The Rivals of Sherlock Holmes                              | Gobernador                                                  | Episodio: "Cell 13"                            |
| 1973        | Moonbase 3                                                 | Sir Benjamin Dyce                                           | Episodio: "View of a Dead Planet"              |
| 1973 - 1983 | Crown Court                                                | Sr. Justice Galbraith / Justice Galbraith / Dr. De Quincey  | 3 episodios                                    |
| 1974        | QB VII                                                     | Dr. Fletcher                                                | Episodio: "Part Three"                         |
| 1974        | Shoulder to Shoulder                                       | Dr. Richard Pankhurst                                       | 2 episodios                                    |
| 1974        | Fall of Eagles                                             | Helphand                                                    | Episodio: "The Secret War"                     |
| 1974        | Late Night Drama                                           | Potter                                                      | Episodio: "A Brisk Dip Sagaciously Considered" |
| 1974        | ITV Playhouse                                              | Bill Wakely                                                 | Episodio: "The Gift of Friendship"             |
| 1974        | Microbes and Men                                           | Sir Almroth Wright                                          | Episodio: "The Search for the Magic Bullet"    |
| 1974        | Notorious Woman                                            | Henri de Latouche                                           | Episodio: "Success"                            |
| 1974        | Jennie: Lady Randolph Churchill                            | Sr. Yule                                                    | Episodio: "Lady Randolph"                      |
| 1975        | Sutherland's Law                                           | James Shaw                                                  | Episodio: "In at The Deep End"                 |
| 1975        | Ten from the Twenties                                      | Peter                                                       | Episodio: "The Fifty Pound Note"               |
| 1975 - 1976 | Centre Play                                                | Padre / Matt                                                | 2 episodios                                    |
| 1976        | Shades of Greene                                           | Ransom                                                      | Episodio: "The Case for the Defence"           |
| 1976        | Life and Death of Penelope                                 | Winthrop                                                    | Episodio: "The Reaper"                         |
| 1979        | Suez 1956                                                  | Sir Anthony Eden                                            | Película televisiva                            |
| 1980        | Blake's 7                                                  | Hower                                                       | Episodio: "Volcano"                            |
| 1981        | Brideshead Revisited                                       | Doctor Grant                                                | Episodio: "Brideshead Revisited"               |
| 1982        | Barriers                                                   | Viejo                                                       | Episodio: "#2.6"                               |
| 1982        | Inside the Third Reich                                     | Dr. Rust                                                    | Película televisiva                            |
| 1982        | Smiley's People                                            | Mikhel                                                      | Miniserie televisiva                           |
| 1982        | The Agatha Christie Hour                                   | Sir George Durand                                           | Episodio: "The Fourth Man"                     |
| 1982        | Strangers                                                  | Profesor Whittingham                                        | Episodio: "The Lost Chord"                     |
| 1982        | Witness for the Prosecution                                | Juez                                                        | Película televisiva                            |
| 1982        | Play for Today                                             | Professor Burrows                                           | Episodio: "Another Flip for Dominick"          |
| 1982        | Cymbeline                                                  | Belarius                                                    | Película televisiva                            |
| 1983        | Doctor Who: Arc of Infinity                                | Councillor Hedin                                            | 3 episodios                                    |
| 1983        | To the Lighthouse                                          | Sr. Ramsay                                                  | Película televisiva                            |
| 1983        | The Citadel                                                | Sir Jenner Halliday                                         | Episodio: "Part 10"                            |
| 1983        | Andy Robson                                                | Arthur                                                      | 2 episodios                                    |
| 1983        | Heartattack Hotel                                          | Sr. Todd                                                    | Película televisiva                            |
| 1984        | Mistral's Daughter                                         | Cardinal                                                    | 3 episodios                                    |
| 1984        | The Biko Inquest                                           | Profesor Loubser / Forense del estado                       | Película televisiva                            |
| 1984        | A Christmas Carol                                          | Sr. Poole                                                   | Película televisiva                            |
| 1985        | Arthur the King                                            | Arzobispo                                                   | Película televisiva                            |
| 1985        | Hilary                                                     | El padre de Hilary                                          | Episodio: "#1.4"                               |
| 1985        | Lace II                                                    | Actualmente desconocido                                     | Película televisiva                            |
| 1986        | Screen Two                                                 | Peter                                                       | Episodio: "Hard Travelling"                    |
| 1986        | Ladies in Charge                                           | Arthur James                                                | Episodio: "Dangerous Prelude"                  |
| 1986-1987   | The Little Vampire                                         | Tío Theodor / Tío Ludwig                                    | 7 episodios                                    |
| 1987        | Inspector Morse                                            | Philip Ogleby                                               | Episodio: "The Silent World of Nichlas Quinn"  |
| 1987        | A Killing on the Exchange                                  | Charles Makepeace                                           | 2 episodios                                    |
| 1987        | Screenplay                                                 | Albani                                                      | Episodio: "Cariani and the Courtesans"         |
| 1988        | Ten Great Writer of the Modern World                       | Lector                                                      | Episodio: "T.S. Elliot's The Waste Land"       |
| 1989        | Mystery!: Campion                                          | Sr. Hayhoe                                                  | 2 episodios                                    |
| 1989        | After the War                                              | Profesor Charlie Rampling                                   | Episodio: "Rise and Fall"                      |
| 1989        | Screen One                                                 | Sr. Maggs                                                   | Episodio: "The Mountain and the Molehill"      |
| 1989        | The Shell Seekers                                          | Roy Brookner                                                | Película televisiva                            |
| 1989        | Blackeyes                                                  | Maurice James Kingsley                                      | 4 episodios                                    |
| 1990        | Boon                                                       | Donald Bannerman                                            | Episodio: "Best Left Buried"                   |
| 1991        | The Diamond Brothers                                       | Sr. Waverly                                                 | 6 episodios                                    |
| 1991        | Sleepers                                                   | Andrei Zorin                                                | 4 episodios                                    |
| 1991        | Children of the North                                      | Arthur Apple                                                | 4 episodios                                    |
| 1992        | The Good Guys                                              | Hector                                                      | Episodio: "The MacQuarrie Treasure"            |
| 1995        | A Village Affair                                           | Sir Ralph Unwin                                             | Película televisiva                            |
| 1995        | The Twisted Tales of Felix the Cat                         | Voces                                                       | 4 episodios                                    |
| 1995        | The Haunting of Helen Walker                               | Barnaby                                                     | Película televisiva                            |
| 1996        | The Adventures of Young Indiana Jones: Travels with Father | Leo Tolstoy                                                 | Película televisiva                            |